# Wnętrostwo (weterynaria)

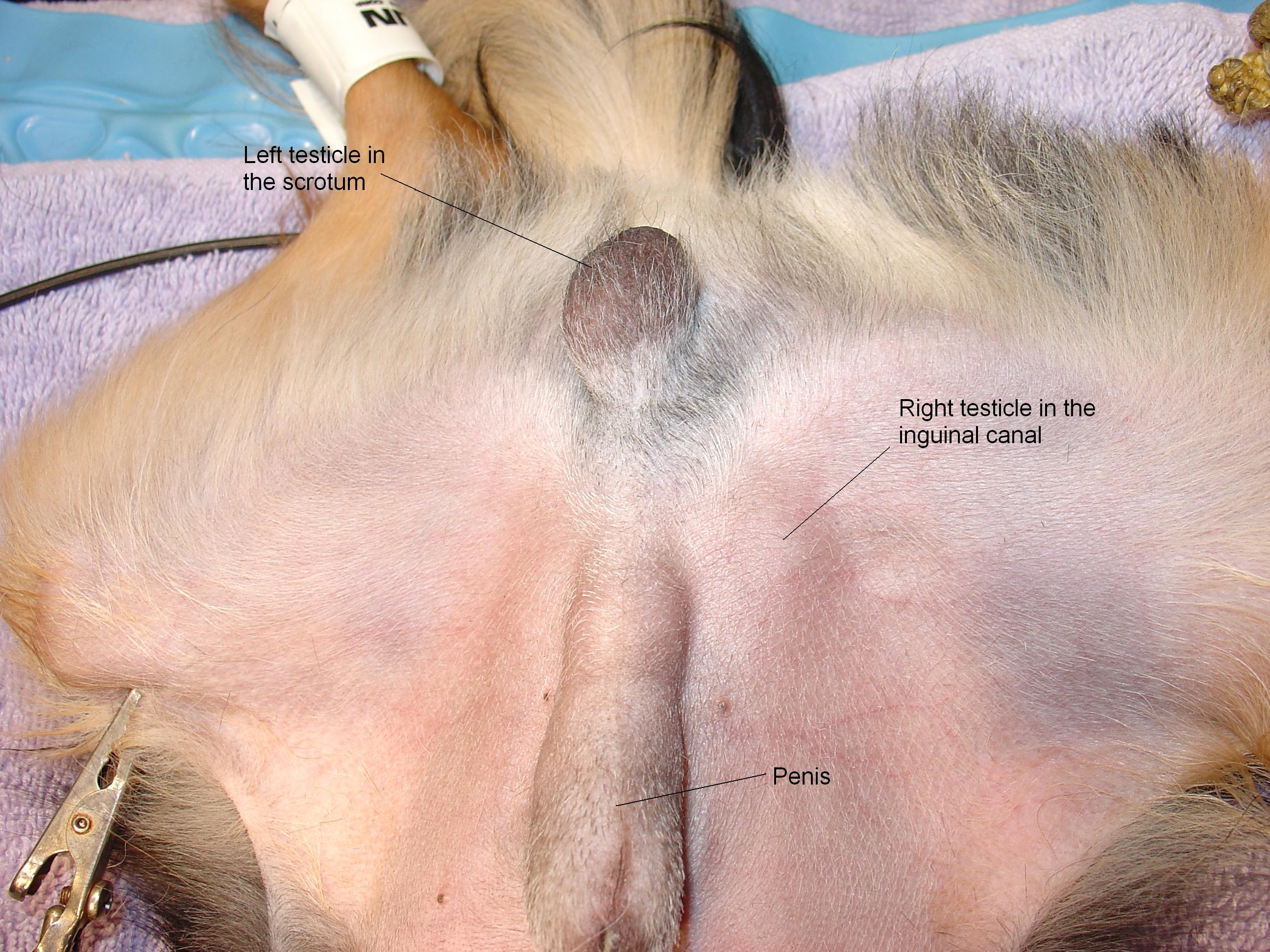
Wnętrostwo pachwinowe u psa rasy chihuahua.

Wnętrostwo (łac. cryptorchidismus) – wada rozwojowa u samców ssaków (głównie u ogierów).
Polega na niewłaściwym umieszczeniu jednego lub obu jąder w jamie brzusznej lub kanale pachwinowym zamiast w mosznie. Niezstąpienie jąder grozi ich przegrzaniem, co sprzyja powstawaniu nowotworów jądra oraz może doprowadzić do zatrzymania produkcji plemników, czego skutkiem jest niepłodność wnętra.